# Chuanshi, Fujian
Chuanshi (kinesiska: 川石) är en socken i sydöstra Kina. Den ligger i Jian'ou i staden Nanping i provinsen Fujian, omkring 140 kilometer nordväst om provinshuvudstaden Fuzhou. Antalet invånare är 19 094. Befolkningen består av 8 950 kvinnor och 10 144 män. Barn under 15 år utgör 22,0 %, vuxna 15-64 år 67 %, och äldre över 65 år 9,0 %.